# The Windfall Varietal
 (décembre 2022).
Si vous disposez d'ouvrages ou d'articles de référence ou si vous connaissez des sites web de qualité traitant du thème abordé ici, merci de compléter l'article en donnant les références utiles à sa vérifiabilité et en les liant à la section « Notes et références ».
Albums de Grandaddy
The Sophtware Slump
(2000) Sumday
(2003)
The Windfall Varietal est un album du groupe Grandaddy, sorti en 2000. Il fut disponible pour la première fois lors de leur tournée avec Elliott Smith, entamée en octobre 2000.
L'album débuta comme un moyen de produire plus de chansons à moindre coût. Il était vendu uniquement aux concerts, et a donc provoqué la colère des labels et des demandes de Cease and desist. Le groupe n'avait pas le droit de publier la dernière piste de l'album. Il déclara que seuls quelques milliers d'exemplaires avaient été vendus. Si jamais cet album paraissait de nouveau, il est probable que la dernière piste ne serait pas présente.

## Titres
Les seize titres de cet album sont :
1. 2000 Man (Robo Version)
2. Wretched Songs (Live)
3. Fare Thee Not Well Mutineer
4. Jeff Message
5. Levitz (with birds)
6. Broken
7. I'm Not In Love
8. Spitting Up Blood
9. Fly
10. Black Bats
11. Wilbur 10:30 am
12. Sarah 5646766
13. Gold
14. Fun X 3
15. Lawn and So On
16. Alan Parsons in a Winter Wonderland